# SolarWinds
SolarWinds Inc es una empresa estadounidense que desarrolla software para empresas cual les ayuda a administrar sus redes, sistemas e infraestructura de tecnología de la información. Tiene su sede en Austin, Texas con oficinas de desarrollo de productos y ventas en varios lugares de los Estados Unidos y otros países. La empresa cotizó en bolsa desde mayo de 2009 hasta finales de 2015, y de nuevo a partir de octubre de 2018. También ha adquirido otras empresas, algunas de las cuales todavía operan con sus nombres originales, como Pingdom, Papertrail y Loggly. Tenía alrededor de 300.000 clientes en diciembre de 2020, incluidas casi todas las empresas Fortune 500 y numerosas agencias federales.
Un producto de SolarWinds, Orion, utilizado por unos 33.000 clientes del sector público y privado, fue el foco de un hackeo a gran escala divulgado en diciembre de 2020, presuntamente perpetrado por la inteligencia rusa. El ataque persistió sin ser detectado durante meses en 2020 y las investigaciones sobre la amplitud y profundidad de los sistemas comprometidos continuaron.

## Historia
SolarWinds comenzó en 1999 en Tulsa, Oklahoma, cofundada por Donald Yonce (un exejecutivo de Walmart) y su hermano David Yonce. SolarWinds lanzó sus primeros productos, Trace Route y Ping Sweep, a principios de marzo de 1998 y lanzó su primera aplicación de monitoreo de rendimiento de red basada en web en noviembre de 2001. Según Michael Bennett, quien se convirtió en el director ejecutivo en 2006, se eligió el nombre SolarWinds por un empleado temprano y la empresa no tiene nada que ver con la energía solar o eólica. En 2006, la compañía trasladó su sede a Austin, Texas, donde estaban ubicados aproximadamente 300 de los 450 empleados totales de la compañía en 2011. La compañía fue rentable desde su fundación a través de su OPI en 2009.
Durante 2007, SolarWinds recaudó fondos de Austin Ventures, Bain Capital e Insight Venture Partners. SolarWinds completó una oferta pública inicial de US $ 112,5 millones en mayo de 2009, cerrando a precios más altos después de su día inicial de operaciones. La oferta pública inicial de SolarWinds fue seguida por otra de OpenTable (un servicio de reserva de restaurantes en línea), que se percibió que rompió una racha de sequía durante la Gran Recesión, cuando muy pocas empresas salieron a bolsa. Tanto Bain Capital como Insight Venture Partners respaldaron la OPI y aprovecharon la oportunidad para vender algunas de sus acciones durante la oferta.
Los analistas y ejecutivos de la empresa pronosticaron una expansión continua después de la OPI, incluidas varias adquisiciones. En 2010, Bennett se retiró como director ejecutivo y fue reemplazado por el exdirector financiero de la empresa, Kevin Thompson. En mayo de 2013, SolarWinds anunció planes para invertir en un centro de operaciones en Salt Lake City, Utah. Forbes la nombró "Mejor pequeña empresa de Estados Unidos", citando productos de alto rendimiento por bajos costos y un impresionante crecimiento empresarial. En 2013, SolarWinds empleaba a unas 900 personas.
Adquisición por las firmas de inversión en tecnología de capital privado Silver Lake Partners y Thoma Bravo, LLC. se anunció a finales de 2015, y en enero de 2016, SolarWinds se hizo privado en un acuerdo de $ 4.5 mil millones. En ese momento, la compañía tenía 1.770 empleados en todo el mundo, 510 en Austin, y reportó ingresos de aproximadamente 500 millones de dólares al año.
En noviembre de 2017, SolarWinds lanzó AppOptics, que integra gran parte de su cartera de software, incluidos Librato y TraceView, en un solo paquete de software como servicio. AppOptics incluyó compatibilidad con Amazon Web Services y Microsoft Azure.
En septiembre de 2018, SolarWinds volvió a presentar una oferta pública, después de tres años de ser propiedad de firmas de capital privado. SolarWinds completó su oferta pública el 19 de octubre de 2018.
El 7 de diciembre de 2020, el CEO Kevin Thompson se retiró y fue reemplazado por Sudhakar Ramakrishna.

## Controversia
El 13 de diciembre de 2020, The Washington Post informó que varias agencias gubernamentales fueron violadas a través del software Orion de SolarWinds. La compañía declaró en una presentación ante la SEC que menos de 18,000 de sus 33,000 clientes de Orion se vieron afectados, lo que incluye las versiones 2019.4 a 2020.2.1, lanzadas entre marzo de 2020 y junio de 2020. Según Microsoft, los piratas informáticos adquirieron acceso de superusuario a los certificados de firma de tokens SAML. Este certificado SAML se usó luego para falsificar nuevos tokens para permitir a los piratas informáticos un acceso confiable y con privilegios elevados a las redes. La Agencia de Seguridad de Infraestructura y Ciberseguridad emitió la Directiva de Emergencia 21-01 en respuesta al incidente, aconsejando a todas las agencias civiles federales que inhabiliten Orion.
Se informó que APT29, también conocido como Cozy Bear, que trabaja para el Servicio de Inteligencia Exterior de Rusia (SVR), estuvo detrás del ataque de 2020. Entre las víctimas de este ataque se encuentran la empresa de ciberseguridad FireEye, el Departamento del Tesoro de los Estados Unidos, La Administración Nacional de Telecomunicaciones e Información del Departamento de Comercio de EE. UU. Y el Departamento de Seguridad Nacional de los Estados Unidos.
Entre los clientes internacionales destacados de SolarWinds que investigan si se vieron afectados se incluyen la Organización del Tratado del Atlántico Norte (OTAN), el Parlamento Europeo, la Sede de Comunicaciones del Gobierno del Reino Unido, el Ministerio de Defensa del Reino Unido, el Servicio Nacional de Salud del Reino Unido (NHS), el Ministerio del Interior del Reino Unido y AstraZeneca.
FireEye informó que los piratas informáticos insertaron "código malicioso en actualizaciones de software legítimas para el software Orion que permiten a un atacante acceder de forma remota al entorno de la víctima" y que han encontrado "indicios de compromiso que se remontan a la primavera de 2020". Anteriormente, en noviembre de 2019, un investigador de seguridad había advertido a SolarWinds que su servidor FTP no era seguro, advirtiendo que "cualquier pirata informático podría cargar [archivos] maliciosos" que luego se distribuirían a los clientes de SolarWinds. En una publicación de blog de 2019, Greg W. Stuart de SolarWinds argumentó en un blog corporativo que el software de código abierto es menos seguro que el propietario porque "cualquiera puede actualizar el código" y "el riesgo de descargar código malicioso [con código abierto] es mucho mayor".
El ataque utilizó una puerta trasera en una biblioteca de SolarWinds. Cuando se producía una actualización de SolarWinds, el ataque malintencionado pasaba desapercibido debido al certificado de confianza. La Agencia de Seguridad de Infraestructura y Ciberseguridad emitió la Directiva de Emergencia 21-01 en respuesta al incidente. El New York Times informó que SolarWinds no empleó a un director de seguridad de la información y que las contraseñas de los empleados se habían publicado en GitHub en 2019. Reuters informó que un investigador de seguridad había alertado a la compañía en 2019 que su servidor de actualización tenía una contraseña débil de "solarwinds123".
El precio de las acciones de SolarWinds cayó un 25% en los días posteriores a la infracción. Los conocedores de la compañía negociaron 280 millones de dólares en acciones después de que el ataque se revelara internamente, pero antes de que se anunciara al público. Un portavoz dijo que quienes vendieron las acciones no estaban al tanto de la infracción. 
El 15 de diciembre de 2020, SolarWinds informó de la infracción a la Comisión de Bolsa y Valores. Sin embargo, SolarWinds continuó distribuyendo actualizaciones infectadas con malware y no revocó de inmediato el certificado digital comprometido utilizado para firmarlas, aunque dijeron que lo harían antes del 21 de diciembre.
El 16 de diciembre de 2020, el portal de noticias de TI alemán Heise.de informó que SolarWinds había estado alentando a los clientes durante algún tiempo a deshabilitar las herramientas anti-malware antes de instalar los productos SolarWinds.
El 17 de diciembre de 2020, SolarWinds dijo que revocarían los certificados comprometidos antes del 21 de diciembre de 2020.